# 普萊森特希爾 (阿肯色州米勒縣)
普萊森特希爾（英語：Pleasant Hill）是位於美國阿肯色州米勒縣的一個非建制地區。該地的面積和人口皆未知。

## 地理
普萊森特希爾的座標為33°19′10″N 94°01′39″W / 33.31944°N 94.02750°W，而該地的平均海拔高度為79米（即259英尺）。